# 친족상도례
| |
| 형법 刑法 |
| 형법학 · 범죄 · 형벌 죄형법정주의 |
| 범죄론 |
| 구성요건 · 실행행위 · 부작위범 간접정범 · 미수범 · 기수범 · 중지범 불능범 · 상당인과관계 고의 · 고의범 · 착오 과실 · 과실범 공범 · 정범 · 공동정범 공모공동정범 · 교사범 · 방조범 |
| 항변 |
| 위법성조각사유 · 위법성 · 책임 · 책임주의 책임능력 · 심신상실 · 심신미약 · 정당행위 · 정당방위 · 긴급피난 · 오상방위 · 과잉방위 · 강요된 행위                                     |
| 죄수 |
| 상상적 경합 · 연속범 · 병합죄 |
| 형벌론 |
| 사형 · 징역 · 금고 벌금 · 구류 · 과료 · 몰수 법정형 · 처단형 · 선고형 자수 · 작량감경 · 집행유예                                                                                  |
| 대인범죄 |
| 보통살인죄 · 존속살해죄 · 자살교사·방조죄 |
| 촉탁승낙살인죄 · 영아살해죄 · 낙태죄 |
| 상관살해죄 |
| 폭행죄 · 상해치사죄 · 절도죄 |
| 성범죄 · 성매매알선 · 강간죄 |
| 유괴 · 과실치사상죄 · |
| 대물범죄 |
| 손괴죄 · 방화죄 |
| 절도죄 · 강도죄 · 사기죄 |
| 사법절차 방해죄 |
| 공무집행방해죄 · 뇌물죄 |
| 위증죄 · 배임죄 |
| 미완의 범죄 |
| 시도 · 모의 · 공모 |
| 형법적 항변 |
| 자동증, 음주 & 착오 |
| 정신 이상 · 한정책임능력 |
| 강박 · 필요 |
| 도발 · 정당방위 |
| 다른 7법 영역 |
| 헌법 · 민법 · 형법 |
| 민사소송법 · 형사소송법 · 행정법 |
| 포털: 법 · 법철학 · 형사정책 |
| v • d • e • h |

친족상도례(親族相盜例)란 친족 간의 재산범죄(강도죄, 손괴죄, 점유강취죄는 제외)에 대하여 그 형을 면제하거나 친고죄로 정한 형법상의 특례를 말한다. 특히 이 중 형을 면제한다는 규정은 전근대적인 가족관을 반영한 것으로 비판받고 있다.
직계혈족, 배우자, 동거친족, 동거가족 또는 그 배우자 사이의 절도죄·사기죄·공갈죄·횡령죄·배임죄·권리행사방해죄나 장물죄는 그 형을 면제하고, 그 밖의 친족 사이에서 이러한 죄가 범하여진 경우에는 피해자의 고소가 있어야 기소할 수 있다.

## 취지
형법은 가족 사이에서 발생한 재산범죄에 대하여 개입을 자제하려는 취지에서 이러한 특례를 인정하고 있다. 따라서, 친족상도례에서 정하는 친족관계와 그에 대한 착오는 범죄의 성립과 무관하다.

### 비판
친족이라는 이유만으로 형을 반드시 면제하는 규정(형법 제328조제1항 및 그 준용 규정)에 대해서는 시대착오적이라는 비판이 제기되고 있다. 가족 사이에서 발생하는 재산범죄의 특수성으로 인한 형사 개입 자제의 취지는 미국, 독일 등 외국의 입법례에 비추어 볼 때 친고죄 규정(형법 제328조제2항 및 그 준용 규정)만으로 충분하며, 이른바 가족관계에서의 구체적 타당성을 고려해도 배우자, 직계혈족, 동거친족 간 재산범죄에 대해 '형을 면제할 수 있다'(임의적 면제)거나 '형을 감경 또는 면제할 수 있다'(임의적 감면)는 형식의 규정이 더 타당하다는 것이다.
이러한 비판은 이미 1992년 7월에 정부가 제출했던 법률안에 반영되었고, 당시 형법 개정안은 친족 간 재산범죄를 친고죄로 규정하면서 '직계혈족, 배우자, 동거친족 간 재산범죄는 그 형을 면제할 수 있다'(임의적 면제)고 규정해 처벌의 가능성을 열어두었으나 법률 개정에는 이르지 못했다.
2024년 6월 27일에 헌법재판소는 형법 제328조제1항에 대해 헌법불합치 결정을 내려 이날부터 적용을 중지시켰다.

## 조문
제328조(친족 간의 범행과 고소)① 직계혈족, 배우자, 동거친족, 동거가족 또는 그 배우자 간의 제323조의 죄(권리행사방해죄)는 그 형을 면제한다.
② 제1항 외의 친족 간에 제323조의 죄를 범한 때에는 고소가 있어야 공소를 제기할 수 있다.
제365조(친족 간의 범행)① 전3조의 죄(장물죄)를 범한 자와 피해자 간에 제328조제1항, 제2항의 신분관계가 있는 때에는 같은 조의 규정을 준용한다.
② 전3조의 죄를 범한 자와 본범 간에 제328조제1항의 신분관계가 있는 때에는 그 형을 감경 또는 면제한다.— 형법

### 비교법적 입법례
- 일본

제244조(친족 간의 범죄에 관한 특례)① 배우자, 직계혈족 또는 동거친족 간에 제235조의 죄(절도죄), 제235조의2의 죄(부동산침탈죄) 또는 이러한 죄의 미수죄를 범한 자는 그 형을 면제한다.
② 제1항 외의 친족 간에 같은 항에서 규정한 죄를 범한 때에는 고소가 없으면 공소를 제기할 수 없다.
제257조(친족 등 사이의 범죄에 관한 특례)① 배우자 간 또는 직계혈족, 동거친족 및 그 배우자 간에 전조의 죄(장물죄)를 범한 자는 그 형을 면제한다.
② 제1항은 친족이 아닌 공범에 대하여는 적용하지 아니한다.— 일본 형법

- 대만

제324조① 직계혈족, 배우자 또는 생계를 같이 하는 동거친족 간에 이 장의 죄(절도죄)를 범한 자는 그 형을 면제한다.
② 제1항의 친족, 그 밖에 5촌 이내의 혈족 또는 3촌 이내의 인척 간에 이 장의 죄를 범한 자는 고소가 있어야 논한다.
제351조직계혈족, 배우자 또는 생계를 같이 하는 동거친족 간에 이 장의 죄(장물죄)를 범한 자는 그 형을 면제한다.— 중화민국 형법

## 친족의 범위 및 인식 필요 여부

### 친족의 범위
친족의 범위는 민법의 규정과 해석에 따른다. 따라서, 사돈(査頓)은 친족으로 볼 수 없다. 또, 제328조제1항의 "직계혈족, 배우자, 동거친족, 동거가족 또는 그 배우자" 중 '그 배우자'는 동거가족의 배우자만을 가리키는 것이 아니라, 직계혈족의 배우자, 동거친족의 배우자도 가리키는 것으로 해석된다.
- 대한민국 민법상 친족의 범위
  - 8촌 이내의 혈족
  - 4촌 이내의 인척
  - 배우자

- 인지의 소급효
  - 친족상도례가 적용되기 위해서는 원칙적으로 범행 당시에 친족관계가 존재하여야 하지만, 생부가 혼외자를 인지하는 경우에는 민법 제860조에 따라 자녀의 출생 시에 소급하여 인지의 효력이 생기고 이러한 인지의 소급효는 친족상도례의 적용에도 영향을 미친다. 따라서, 인지가 범행 후에 이루어진 경우에도 생부와 혼외자 사이에는 친족상도례가 적용된다.[10]

### 친족관계 인식 불필요
친족상도례에서 정하는 친족관계는 객관적으로 존재하는 것으로 충분하고, 행위자가 그러한 친족관계가 있음을 인식할 필요가 없다. 즉, 친족관계의 존재에 관한 행위자의 착오는 범죄의 성립뿐만 아니라 특례의 적용에도 아무런 영향을 미치지 않는다.
다만, 피고인이 법정에서 피해자가 피고인과 친족관계에 있지 않다고 진술하였다면 법원이 친족상도례 적용 여부를 더 이상 심리할 필요는 없다.

### 재물의 소유자와 점유자가 다른 경우
친족상도례가 적용되기 위해서는 행위자가 재물의 소유자뿐만 아니라 점유자와도 친족관계가 존재하여야 한다. 따라서, 절도범인이 피해물건의 소유자나 점유자 중 어느 한쪽과의 사이에서만 친족관계가 있는 경우에는 친족상도례를 적용하지 않는다.

## 적용 배제
친족상도례는 재산범죄 중 강도죄, 손괴죄, 점유강취죄, 강제집행면탈죄에는 적용되지 않는다.

## 판례
- 피해품인 민화가 피고인의 오빠가 매수한 것이라면 이는 동인의 특유재산으로서 이에 대한 점유․관리권은 동인에게 있다 할 것이고 범행 당시 비록 동인이 집에 없었다 하더라도 그것 이 동인소유의 집 벽에 걸려있었던 이상 동인의 지배력이 미치는 범위 안에 있는 것이라 할 것이므로 동인의 소지에 속하고 그 부부의 공동점유하에 있다고 볼 수는 없어 이를 절취한 행위에 대하여는 친족상도례가 적용된다.

- 친족상도례의 적용을 위해서 절도범인이 피해물건의 소유자와 점유자 모두와 친족관계에 있어야 한다[14].
- 사기죄로 인하여 취득한 재물의 가액이 5억원 이상일 경우에는 특정경제범죄 가중처벌 등에 관한 법률 제3조에 의하여 가중처벌되는데, 이 경우 친족상도례에 관한 형법 규정은 적용된다.[15]
- 손자가 할아버지 소유의 농협예금통장을 절취하여 이를 현금자동지급기에 넣고 조작하는 방법으로 예금 잔고를 자신의 은행계좌로 이체한 경우, 농협도 컴퓨터 등 사용사기 범행 부분의 피해자이므로 친족상도례를 적용할 수 없다.[16]
- 사기죄 피고인의 딸과 피해자의 아들이 혼인하여 사돈지간이라고 하더라도 이를 민법상 친족으로 볼 수 없으므로 친족상도례를 적용할 수 없다.[17]
- 법원을 기망하여 제3자로부터 재물을 편취한 경우에 피해자인 제3자와 사기죄를 범한 자가 직계혈족 관계에 있을 때에는 그 범인에 대하여 형을 면제하여야 한다.[18]
- 횡령범인이 위탁자가 소유자를 위해 보관하고 있는 물건을 위탁자로부터 보관받아 이를 횡령 한 경우에 횡령범인이 피해물건의 소유자와는 친족관계가 있으나 피해물건의 위탁자와는 친 족관계가 없다면 친족상도례 규정이 적용되지 않는다[19]
- 사기죄를 범하는 자가 금원을 편취하기 위한 수단으로 피해자와 혼인신고를 한 것이어서 그 혼인이 무효인 경우라면, 그러한 피해자에 대한 사기죄에서는 친족상도례를 적용할 수 없다.[20]
- 친족상도례를 적용하기 위하여는 범행 당시에 친족관계에 있어야 하므로, 피고인이 피해 자의 재물을 절취한 후, 피고인이 재판상 인지의 확정판결을 받아 피해자와 사이에 친족 관계가 발생하였다고 하더라도 친족상도례의 규정이 적용된다.[21]
- 피고인이 위험한 물건을 휴대한 채 친족인 피해자를 공갈하여 재물을 교부받은 경우에도 친족상도례가 적용된다.[22]

## 같이 보기
- 친고죄
- 반의사불벌죄

## 참고 문헌
- 법률강좌 생활 속에서 알아보는 법률사례-형법상 재산범죄의 친족상도례